# Augustifamiljen
Augustifamiljen är en svensk pop- och rockgrupp, bildad 2006 som ett sidoprojekt till Håkan Hellströms dåvarande liveband. Det har sedan dess en egen verksamhet och kopplingen till Håkan Hellström har försvagats; av de nuvarande medlemmarna ingår endast Simon Ljungman fortfarande i Hellströms liveband. Augustifamiljen var husband i SVT:s frågesportsprogram På spåret mellan 2009 och 2019. 2019 släpptes skivan "På Spåret 2009-2019" som innehåller ett urval låtar från de tio säsonger Augustifamiljen medverkade och programmets vinjettmusik, komponerad av bandet. Augustifamiljen har genom åren haft ett stort antal artistsamarbeten, däribland återkommande sådana med till exempel Amanda Jenssen, Ola Salo, Ebbot Lundberg, Titiyo, Magnus Carlson och First Aid Kit.. Sedan 2020 är Augustifamiljen husband på Victoriakonserten (SVT) vid firandet av Victoriadagen.

## Medlemmar
- Daniel Gilbert – gitarr och sång
- Stefan Sporsén – keyboard, trumpet och sång
- Simon Ljungman – gitarr och sång
- Björn Almgren – saxofon, keyboard
- Sylvester Schlegel – trummor
- Jonas Gustavsson – bas

## Tidigare medlemmar
- Lars-Erik "Labbe" Grimelund – trummor[1] och sång
- Oscar Wallblom – bas[1] och sång